# Буцах-Сак-Чик

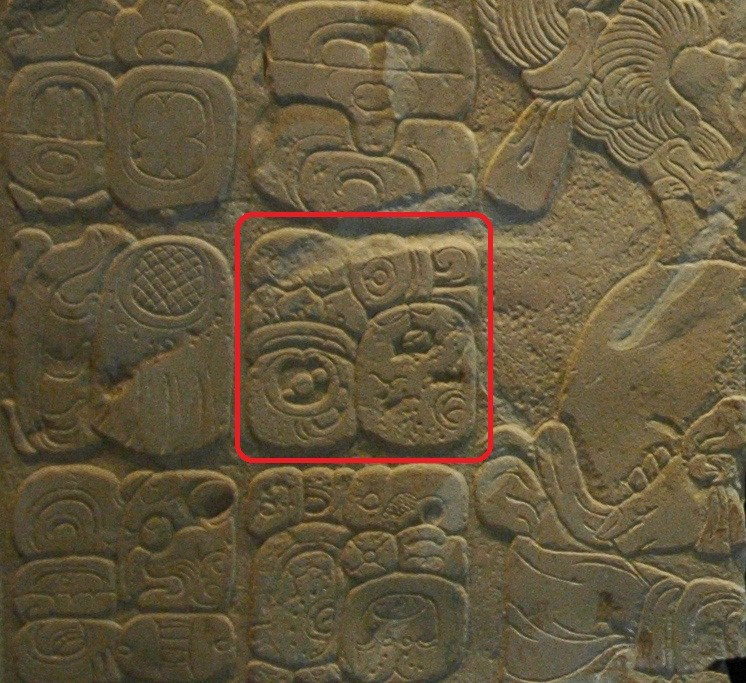
Глиф Буцах-Сак-Чика в Храме XVII

Буцах-Сак-Чик (майя bu-tzʼa-ja-sak-chi «Дымящиеся белая носуха»; 15 ноября 459 — предп. 501) — правитель Баакульского царства со столицей в Лакам-Ха (Паленке) с 28 июля 487 по 501 год. Вероятно он был братом Акуль-Мо-Набу I.

## Биография
Буцах-Сак-Чик является преемником Чачича, он пришёл к власти 28 июля 487 года в возрасте 28 лет.
Основные биографические данные:
- Родился: 9.1.4.5.0 12 Ahaw 13 Sak (15 ноября 459).
- Воцарился: 9.2.12.6.18 3 Etzʼnab 11 Xul (28 июля 487)[комментарий 1][3].

Дата смерти Буцах-Сак-Чика неизвестна, но его преемник Акуль-Мо-Наб I воцарился 5 июня 501 года, поэтому вероятно, что он умер незадолго до этой даты.

### Комментарии
1. ↑  Эти даты указаны на Мезоамериканском календаре долгого счёта.